# Акулов Володимир Петрович
Акулов Володимир Петрович (10 жовтня 1944, смт Гусятин) — український вчений-фізик, педагог. Доктор фізико-математичних наук (1987). Професор (1989).

## Життєпис
Закінчив Харківський університет (1968).
Працював у фізико-технічному інституті (1968—1997) та педагогічному інституті (1989—1993) у Харкові; від 1998 — професор коледжу Баруха при Нью-Йоркському університеті.
Досліджує математичні методи у фізиці та питання теорії елементарних часток. Автор низки наукових праць.